# Catoptria gozmanyi
Catoptria gozmanyi là một loài bướm đêm trong họ Crambidae.